# 60-я отдельная корректировочная авиационная эскадрилья
60-я отдельная корректировочная авиационная Киевская Краснознаменная эскадрилья — авиационная воинская часть ВВС РККА в Великой Отечественной войне.

## Боевой путь
60-я отдельная корректировочная авиационная эскадрилья сформирована в июле 1943 года. На вооружении находились самолёты Ил-2 и У-2.
Лётчики эскадрильи выполняли вылеты на связь, на фотографирование оборонительных сооружений и воздушную разведку в период наступательных операций войск Воронежского фронта на Курской Дуге, на Белогородском и Киевском направлениях.
15 октября 1943 года при возвращении с боевого задания в районе населенного пункта Литвиновка самолёты мл. лейтенанта Н. Ив. Панфилова и мл. лейтенанта Б. Ф. Горшкова были атакованы четверкой FW-190. Умело маневрируя лётчики уклонились от огня вражеских истребителей, а ответным огнем лётчик-наблюдатель мл. лейтенант А. А. Нелепов и инструктор по корректировке лейтенант П. П. Гарный сбили по одному FW-190. За проявленное мужество и отвагу при выполнении боевых заданий по фотографированию переднего края обороны противника мл. лейтенант Б. Ф. Горшков и мл. лейтенант Н. Ив. Панфилов награждены орденами Красного Знамени, лейтенант П. П. Гарный и мл. лейтенант А. А. Нелепов награждены орденами Отечественной войны II степени.
За успешное выполнение заданий командования при освобождении Киева эскадрилье Приказом Верховного Главнокомандующего присвоено почётное наименование «Киевская» и Указом Президиума Верховного Совета СССР она награждена орденом Красного Знамени.
Зимой-весной 1944 года эскадрилья обеспечивала разведовательными данными штаб артиллерии 1-го Украинского фронта во время проведения Корсунь-Шевченковской, Ровно-Луцкой и Проскуровско-Черновицкой наступательных операций.
31 мая 1944 года при выполнении боевого задания в районе населенного пункта Коломыя парой FW-190 был атакован самолёт лейтенанта В. Ив. Малахова. Умело маневрируя, лётчик вышел из-под огня противника и благополучно вернулся на свой аэродром. За отличное выполнение боевых заданий командования и проявленное при этом мужество лётчик награждён орденом Красной Звезды.
28 августа 1944 года эскадрилья включена в состав 118-го отдельного корректировочно-разведовательного полка.

## Командир эскадрильи
- капитан, майор Расторгуев Петр Федорович (июль 1943 г. — август 1944 г., назначен заместителем командира 118-го отдельного корректировочно-разведовательного полка)